# Русско-Кукморское сельское поселение
Русско-Кукморское сельское поселение — муниципальное образование (сельское поселение) в составе Медведевского района Марий Эл Российской Федерации.
Административный центр поселения — деревня Русский Кукмор.

## История
Статус и границы сельского поселения установлены Законом Республики Марий Эл от 18 июня 2004 года № 15-З «О статусе, границах и составе муниципальных районов, городских округов в Республике Марий Эл».

## Численность населения поселения
| 2010  | 2011  | 2012  | 2013  | 2014  | 2015  | 2016  |
| ----- | ----- | ----- | ----- | ----- | ----- | ----- |
| 1862  | ↗1863 | ↘1827 | ↘1800 | ↘1774 | ↘1746 | ↘1743 |
| 2017  | 2018  | 2019  | 2020  | 2021  | 2023  |       |
| ↘1714 | ↘1690 | ↘1661 | ↘1604 | ↘1520 | ↘1476 |       |

## Состав сельского поселения
В состав сельского поселения входят 3 деревни и 1 село:
| № | Населённый пункт | Тип населённого пункта          | Население |
| - | ---------------- | ------------------------------- | --------- |
| 1 | Пуял             | деревня                         | →21       |
| 2 | Русский Кукмор   | деревня, административный центр | ↗1895     |
| 3 | Сурты            | село                            | →22       |
| 4 | Черкасово        | деревня                         | →6        |